# Rouillerot
Rouillerot est une ancienne commune de l'Aube qui a existé jusqu'au 27 pluviôse an III date à laquelle elle a fusionné avec Rouilly.

## Histoire
Rouillerot signifiait Petit Rouilly.
Rouillerot formait avec La Planche une commune qui dépendait en 1789 de l'intendance de la généralité de Châlons, de l'élection de Troyes.
Elle relevait de la seigneur de l'Isle elle avait des seigneurs éponymes aux XIIe et XIIIe siècles.
Rouillerot était une dépendance de Rouilly et avait peut-être une chapelle en regard au champ de la chapelle sur le cadastre de 1832.
Il y avait des granges, l'une appartenait au prieuré de Notre-Dame-en-l'Isle de Troyes, une autre à l'abbaye de Montiéramey.

## Population
- 24 feux ou 104 habitants en 1787 ;
- 125 en 1790.

## Administration
Elle dépendait du bailliage ducal d'Aumont.
Elle disparaît en tant que telle en l'an III.